# Smrk Brewerův
Smrk Brewerův (Picea breweriana) je druh smrku původem ze Severní Ameriky. Byl pojmenován po americkém botanikovi Williamu Henry Brewerovi, který druh poprvé v přírodě našel.

## Popis
Jedná se o strom, který dorůstá zpravidla do 40 m výšky a průměru kmene do 1,5 m (vzácně až 2 m). Dožívá se i více než 400 let.
Koruna je kuželovitá. Borka je šedá až hnědá. Větve svěšené, větvičky jsou šedohnědé, jemně pýřité, tenké prodloužené a nápadně převislé . Pupeny jsou šedohnědé, 3–7 mm dlouhé, na špičce zaoblené. Jehlice jsou na průřezu zploštělé až trojhranné, 1,5–3 cm dlouhé, dosti tuhé, svrchu tmavozelené a bez průduchů, naspodu sivé se 2 pruhy průduchů, které jsou odděleny zeleným žebrem.
Samičí šišky jsou za zralosti 6,5–12 (vzácně až 14) cm dlouhé, červenohnědé, šupiny vějířovité, 15–20 mm dlouhé a asi stejně široké, na vrcholu celokrajné až jemně zoubkované.

## Rozšíření
Smrk Brewerův je endemitem hor Klamath Mountains na pomezí států Kalifornie a Oregon, nejvíce roste v horách Siskiyou Mountains, méně i v Marble Mountains, Salmon Mountains a Trinity Mountains (vše části Klamath Mountains).

## Ekologie
Smrk Brewerův roste v horách, které jsou silně ovlivněny Tichým oceánem. Proto jsou zde vysoké roční srážky, na západě areálu až 2800 mm ročně, na východě i trochu pod 1000 mm. Většina srážek ovšem spadne v zimním období, léta zde jsou suchá. Od západu k východu totiž narůstá kontinentalita klimatu: V západní části jsou průměrné lednové teploty +5 °C a červencové +11 °C, zatímco na východě to je −1 °C, respektive +20 °C.
Smrk Brewerův může být jednou z dominant zdejších horských lesů, v jiných typech lesů je zas jen vtroušen. Často roste společně s jedlemi jako jedle nádherná (Abies magnifica) nebo jedle ojíněná (Abies concolor), s duby jako Quercus sadleriana a Quercus vaccinifolia, nebo to mohou být další druhy stromů: např. jedlovec Mertensův (Tsuga mertensiana), douglaska tisolistá (Pseudotsuga menziesii), cypřišek Lawsonův (Chamaecyparis lawsoniana), pazerav sbíhavý (Calocedrus deccurens), borovice těžká (Pinus ponderosa), borovice Lambertova (Pinus lambertiana) aj.